# Guo Jingjing
Guo Jingjing (em chinês: 郭晶晶, pinyin: Guō Jīngjīng) (Baoding,  15 de outubro de 1981) é uma saltadora chinesa, especialista no trampolim, tetra campeã olímpica.

## Carreira
Nascida em Baoding, na província de Hebei, Guo começou a praticar saltos ornamentais com seis anos de idade, na Base de Treinamento de Baoding. Ela se tornou uma atleta profissional em 1988, e se juntou à seleção nacional chinesa em 1992.
Guo foi pela primeira vez às Olimpíadas nos Jogos de Atlanta, em 1996. Nos três Jogos Olímpicos seguintes, ela obteve ao todo seis medalhas nos saltos, entre as quais quatro de ouro. Guo Jingjing é a atleta que recebeu o maior número de medalhas nos saltos ornamentais em Olimpíadas. Com o sucesso, ela se tornou uma figura pública na China, e obteve numerosos contratos comerciais de propaganda.
Atualmente, trabalha como modelo, após anunciar sua aposentadoria do esporte em 2011.